# Жякас, Антанас
Антанас Жякас (лит. Antanas Žekas; 17 мая 1931 — 5 декабря 2015) — советский и литовский актёр театра и кино, драматург, поэт, сатирик, мемуарист.

## Биография
Родился в деревне Кирдейкяй Кедайнского района Литвы в фермерской семье. В 1945 году переехал в Каунас, где в 1950 году окончил гимназию, в которой учился вместе с будущим президентом Литвы Валдасом Адамкусом. После гимназии поступил на медицинский факультет, но вскоре переехал в Вильнюс, чтобы учиться в драматическом театре. В 1957 году окончил актёрский факультет Литовской государственной консерватории.
В 1956—1958 годах служил в Капсукском драматическом театре (сейчас Мариямпольский драматический театр). В 1958—1959 годах играл в Каунасском театре юного зрителя.
С 1959 года до конца жизни был актёром Каунасского драматического театра, где сыграл более 120 ролей.
С 2003 года член Союза писателей Литвы, написал 8 книг.
Похоронен на Пятрашюнском кладбище.

### Семья
- Жена — актриса Эляна Жякене, заслуженная артистка Литовской ССР (род. 1937).
  - Дочь — Кристина, окончила Каунасский технологический университет.
  - Сын — Мариус, агроном.

## Работы в театре
- «Поросль» К. Бинкис — Жёгас
- «Мельница Балтарагиса» К. Борута — Анупрас
- «Барбора Радвилайте» Ю. Грушас — Радзивилл Чёрный
- «Америка в бане» Кятуракис — Антанас
- «Калигула» А. Камю — Интендант
- «Голгофа» Ч. Айтматов — лейтенант
- «Вишнёвый сад» А. Чехов — Симеонов-Пищик
- «Женитьба» Н. Гоголь — Жевакин
- «Клеверок-пятилистник» Б. Сруога — Марцелинас Шяшкас
- «Швянтэжерис» К. Сая — Дундзилас и Калибатас

## Фильмография
- 1956 — Мост (Tiltas) — эпизод
- 1974 — Франк Крук (Frankas Krukas)
- 1976 — Зять (Žentas)
- 1976 — Клеверок-пятилистник (Dobilėlis penkialapis) — Марцелинас
- 1976 — Потерянный кров (Sodybų tuštėjimo metas) — гость на рождественском празднике (нет в титрах)
- 1977 — Обмен (Mainai) — эпизод
- 1979 — Колдун (Raganius)
- 1979 — Раненая тишина (Sužeista tyla)
- 1980 — Карьера Дичюса (Dičiaus karjera) — выступающий на суде (нет в титрах)
- 1981 — Паланга (Palanga) — Дукна
- 1981 — Рай красного дерева (Raudonmedžio rojus) — сосед отца Каролиса Тулейкиса
- 1982 — Америка в бане (Amerika pirtyje — Антанас
- 1983 — Уроки ненависти (Neapykantos pamokos) — эпизод
- 1989 — Загадка Эндхауза — мистер Крофт Берт, привратник в Эндхаузе (озвучивание Игнат Лейрер)
- 2009 — Аллея женщин (Moterų alėja)